# Kirby and the Forgotten Land
Kirby and the Forgotten Land (星のカービィ　ディスカバリー, Hoshi no Kābī Disukabarī) é um jogo eletrônico de plataforma desenvolvido pela HAL Laboratory e publicado pela Nintendo. É o décimo terceiro título principal da série Kirby, bem como o primeiro jogo principal em 3D da série, sem incluir spin-offs. Foi lançado em 25 de março de 2022 para Nintendo Switch.
Em Kirby and the Forgotten Land, o jogador controla Kirby em uma aventura pela Forgotten Land para resgatar Waddle Dees sequestrados por um grupo de animais chamado The Beast Pack. Para completar cada estágio com o objetivo de salvar os Waddle Dees, Kirby precisa usar uma ampla variedade de habilidades para ajudar a combater os inimigos e progredir no jogo. O desenvolvimento e lançamento do jogo serviu para coincidir com o 30º aniversário da série Kirby. Uma versão do jogo para o Nintendo Switch 2, com desempenho e melhorias gráficas, e o uma nova campanha intitulada Star-Crossed World está programada para ser lançada em 28 de agosto de 2025.

## Jogabilidade
Kirby and the Forgotten Land é o primeiro jogo de plataforma principal da série Kirby com jogabilidade completamente tridimensional (3D), onde o jogador deve guiar Kirby por meio de vários estágios diferentes para salvar os Waddle Dees no final. Como na maioria dos jogos da franquia, Kirby pode pular e deslizar, bem como inalar inimigos e objetos que ele pode cuspir como projéteis ou engolir para ganhar uma Habilidade de Cópia. Juntamente com o retorno dessas habilidades, este jogo introduz duas novas Habilidades de Cópia na forma de Drill e Ranger, bem como um sistema de atualização para Habilidades de Cópia e um novo "Mouthful Mode" onde Kirby pode engolir e controlar objetos maiores, como carros e máquinas de venda automática. Semelhante ao Kirby Battle Royale e Kirby and the Rainbow Curse, um segundo jogador pode participar e jogar como Bandana Waddle Dee, que usa uma lança como sua principal forma de ataque.
O objetivo de cada estágio é resgatar os Waddle Dees no final da fase. Uma vez resgatados, eles são devolvidos a Waddle Dee Town, o ponto central do jogo. À medida que o jogador resgata mais Waddle Dees, o tamanho da cidade aumenta, bem como desbloqueia minijogos nos quais o jogador pode competir com outros on-line pela pontuação máxima. O jogo também suporta a funcionalidade Amiibo.

## Premissa
Kirby aparece nas praias de um novo mundo pós-apocalíptico chamado "The Forgotten Land". Ele descobre que as criaturas, principalmente os Waddle Dees, estão sendo sequestradas por uma força maligna conhecida como "The Beast Pack". Kirby, ao lado de um novo companheiro resgatado chamado Elfilin, se aventura pelo novo mundo para resgatar os sequestrados Waddle Dees e confronta o Beast Pack ao longo do caminho.

## Desenvolvimento
O jogo foi criado como parte do 30º aniversário de Kirby. A HAL Laboratory começou a incitar um novo jogo do Kirby desde 2020 em preparação para o aniversário. O diretor geral de Kirby Star Allies, Shinya Kumazaki, descreveu-o como a "nova fase" da série e que "culminará os melhores aspectos de Kirby". Em agosto de 2021, o site do Kirby estava usando espaços reservados para um novo jogo, sugerindo ainda que havia um novo título principal em breve. O jogo foi revelado oficialmente pela primeira vez na Nintendo Direct de 23 de setembro de 2021, tendo sido exibido no site da Nintendo seis horas antes. Um segundo trailer, mais aprofundado, foi exibido em 12 de janeiro de 2022, que anunciou mais recursos do jogo, bem como a data de lançamento de 25 de março de 2022 para Nintendo Switch. Uma demo gratuita foi disponibilizada em 3 de março de 2022.

## Recepção
Kirby and the Forgotten Land recebeu "críticas geralmente favoráveis" de acordo com o agregador de resenhas Metacritic.